# Плесецкая улица
Плесе́цкая у́лица — улица в Приморском районе Санкт-Петербурга. Проходит от Планерной улицы до Парашютной улицы.

## История
Название Плесецкой улице было присвоено 3 апреля 2013 года по космодрому Плесецк в соответствии с общей авиационно-космической тематикой названий микрорайона.
В 2017 году был построен участок Плесецкой улицы от Комендантского проспекта до проспекта Королёва. В будущем, согласно проекту планировки, он должен стать северным боковым проездом. Строительством занималось ООО «Строительная компания „Каменка“», входящее в Setl Group; этот девелопер возводит там жилой микрорайон.
В августе 2020 года был открыт для движения участок от Верхне-Каменской улицы до Комендантского проспекта, включивший в себя также фрагмент Верхне-Каменской улицы. Это тоже северный боковой проезд. Строительством также занималась Setl Group.
В 2022 году был построен первый полноценный участок Плесецкой улицы — от проспекта Авиаконструкторов до Нижне-Каменской улицы. Это четырёхполосная дорога с двумя боковыми проездами. Застройщиком выступал город в лице комитета по строительству.
Город также намерен проложить начальный участок от Планерной улицы до проспекта Авиаконструкторов. Это также будет четырёхполосная дорога с двумя боковыми проездами.
В августе 2024 года вдоль Плесецкой улицы на участке от Планерной улицы до проспекта Авиаконструкторов был благоустроен перелесок, оставшийся после вырубки крупного зеленого массива, а именно его 60-метровая полоса вдоль улицы. Благоустройство в целом свелось к созданию изогнутых мостков.
2 сентября 2024 года было открыто рабочее движение по участку Плесецкой улицы от проспекта Королёва до Парашютной улицы, а именно по южной проезжей части в обоих направлениях. В декабре 2024 года строительство участка завершилось полностью, тогда же расширили участок от Комендантского проспекта до проспекта Королева. В итоге от Комендантского проспекта до Парашютной теперь четырехполосная дорога с боковыми проездами.
3 октября 2024 года открыли движение по участку от Планерной улицы до проспекта Авиаконструкторов: он выполнен четырехполосными с боковыми проездами по обе стороны.

## Застройка
- № 2 — жилой дом (2021[11])
- № 4 — жилой дом (2021[11])
- № 6 — жилой дом (2020[12])
- № 8, корпус 1, — паркинг (2023[13])
- № 8, корпус 2, — паркинг (2023[13])
- № 8, корпус 4, — детский сад (2024[14])
- № 10 — жилой дом (сдавался очередями; первая очередь — в 2019 году, последняя — в 2022 году[15]). Это самый крупный жилой дом России, в нем 6419 квартир[16].
- № 12 — паркинг (2020[13])
- № 14 — жилой дом (сдавался очередями; первая очередь — в 2019 году, последняя — в 2020 году[17])
- № 16 — жилой дом (2020[18])
- № 17 — жилой дом (2023[19])
- № 19 — паркинг (2021[13])
- № 20, корпус 1, — жилой дом (2019[20])
- № 20, корпус 2, — жилой дом (2019[20])
- № 21 — жилой дом (2021[21])

## Пересечения
- Парашютная улица
- проспект Королёва
- Комендантский проспект
- Верхне-Каменская улица
- Нижне-Каменская улица
- Проспект Авиаконструкторов
- Планерная улица (строится)